# 上瀧信重
上瀧 信重（うわたき のぶしげ）は、戦国時代から安土桃山時代にかけての武将。肥前有馬氏、龍造寺氏の家臣。

## 略歴
上瀧義重の子として誕生。当初は有馬晴純に属するが、後に龍造寺隆信に従う。武勇に優れ龍造寺氏家中では、大村弾正・犬塚弾正・百武志摩守と共に両弾二島（両弾二志摩）と呼ばれ賞賛された。
信重には以下の逸話がある。
天正7年（1579年）12月、肥前国藤津郡に群衆と称する大勢の人々が郡の所々に集まっていた。その中に4人の渠魁（巨魁、きょかい＝首領）がいた。これを「四人の槍柱」と称して、「両弾二島」と称した。云うに「大村弾正・犬塚弾正」（両弾）、「百武志摩・上瀧志摩」（二島）のことである。それぞれ、龍造寺（隆信）に仕える武勇に勝れた者であった。その武勇が秀でているので隆信はこれらを各砦にすえて（藤津）郡を守り、また、有馬氏に対抗させた。
ここに大村弾正が、隆信に叛いたとの噂があった。隆信は密かに上瀧・百武の二志摩に命じて、大村を策略にかけさせた。住む所が近かったからである。12月晦日の夜、歳末のねぎらいと称して、上瀧志摩がまず五町田にある大村の館に入った。弾正はこれを察して素早く玄関を鎖し、無人のようにする間に上瀧志摩は甲冑を帯びてすぐに玄関を打ち破り、弾正の居るところに推し入って弾正を切り殺した。大村の家人が数多く応戦し、その時百武志摩も駆け付け二志摩は烈しく戦い、大村の家人を数多く殺した。その時、夜はすでに明けていた。天正8年（1580年）正月元旦であった。二志摩及び両家の家来は玄関の取っ手をゆすり、同じく万福を唱えて帰った。そうして、大村弾正の首を龍造寺隆信に差し出した。隆信は感状を授けこれを賞し、また、食禄を増やす褒美があったという（『歴代鎮西志』）。